# Eugoa indeclaratana
Eugoa indeclaratana là một loài bướm đêm thuộc phân họ Arctiinae, họ Erebidae.